# Косогорка (Челябинская область)
Косогорка — деревня в Уйском районе Челябинской области России. Входит в состав Масловского сельского поселения.

## География
Деревня находится в западной части области, в лесостепной зоне, на правом берегу реки Кышиндык, вблизи места впадения в неё реки Узельганки, на расстоянии 6 километров по прямой к северо-востоку от села Уйского, административного центра района. Абсолютная высота 321 метр над уровнем моря.
Часовой пояс
Деревня Косогорка, как и вся Челябинская область, находится в часовой зоне МСК+2. Смещение применяемого времени относительно UTC составляет +5:00.

## Население
| 2002 | 2010 |
| ---- | ---- |
| 130  | ↘126 |

Гендерный состав
По данным Всероссийской переписи населения 2010 года в гендерной структуре населения мужчины составляли 45,2 %, женщины — 54,8 %.
Национальный состав
Согласно результатам переписи 2002 года, в национальной структуре населения русские составляли 79 %.

## Улицы
Уличная сеть деревни состоит из семи улиц.